# 2006年航空
此條目列出2006年發生有關航空運輸的事件。

## 事件

### 2月
- 2月16日：兵庫縣神戶市神戶機場啟用。
- 2月23日：伊莎貝拉國際機場啟用，原有的赫雷拉國際機場（英语：Herrera International Airport）隨即關閉。

### 3月
- 3月16日：福岡縣北九州市北九州機場啟用，原有的小倉機場隨即關閉。同日鹿兒島縣熊毛郡種子島種子島機場啟用，原有的種子島機場隨即關閉。

### 4月
- 4月10日：新疆維吾爾自治區克拉瑪依市克拉瑪依古海機場啟用。

### 6月
- 6月27日：恰帕斯州圖斯特拉古鐵雷斯圖斯特拉古鐵雷斯國際機場（英语：Tuxtla Gutiérrez International Airport）啟用。

### 7月
- 7月15日：新疆維吾爾自治區伊犁哈薩克自治州新源那拉提機場啟用。

### 8月
- 8月4日：甘肅省嘉峪關市嘉峪關機場重新啟用。

### 9月
- 9月1日：西藏自治區林芝市林芝米林機場啟用。
- 9月28日：曼谷蘇凡納布機場啟用。